# Stara Synagoga w Obrzycku
Stara Synagoga w Obrzycku – pierwsza, najprawdopodobniej drewniana, bożnica w Obrzycku. Istniała do 1843 roku. Następnie wybudowano nową murowaną synagogę.